# 锡尔瓦里什 (洛萨达)
锡尔瓦里什是葡萄牙波尔图区的一个堂区。总面积5.75平方公里，总人口2798人，人口密度486.6人/平方公里。